# Como Nuoto 2013-2014
Questa pagina raccoglie i dati riguardanti la Como Nuoto nelle competizioni ufficiali della stagione 2013-2014.

## Stagione
La stagione 2013-2014 è quella del ritorno in Serie A1 per la Como Nuoto dopo 15 anni. L'esordio stagionale avviene in Coppa Italia, allorché la Federazione Italiana Nuoto decide di assegnare a Como l'organizzazione di uno dei due gironi che compongono il primo turno della manifestazione. Alla Piscina Olimpionica di Muggiò, oltre ai lariani, si affrontano anche Savona, Promogest Quartu e Nervi. La Como Nuoto vince entrambe le partite contro le squadre liguri, pareggiando poi la terza contro i sardi e vincendo il proprio raggruppamento, qualificandosi così per il secondo turno unitamente al Savona, giunto secondo.
Il campionato comincia il 5 ottobre, quando a Como è di scena il Brescia, vittorioso per uno scarto di quattro reti (15-11). Il 12 ottobre la prima trasferta stagionale, a Savona, si conclude con una sconfitta 18-13; sette giorni dopo, a Firenze, le calottine azzurre conquistano i primi tre punti in Serie A1, superando 7-6 la Florentia nella prima partita da "ex" di Federico Pagani dopo il suo ritorno sul Lario. Il 2 novembre, alla Piscina Olimpionica, l'Acquachiara si impone per il minimo scarto (8-7); quattro giorni dopo, a Sori, i comaschi vengono nettamente superati dalla Pro Recco per 21-8. Nel frattempo, un giocatore della Como Nuoto, Tommaso Busilacchi, viene convocato dal Commissario tecnico Campagna per una collegiale con la Nazionale azzurra a Ostia. La settimana successiva, nella gara casalinga contro la Promogest Quartu, i lariani ottengono la seconda vittoria stagionale, col punteggio di 12-10.

## Organigramma societario
Dati tratti dal sito ufficiale della società.
Area direttiva
- Presidente: Alessandro Dalle Donne
- Vicepresidente: Sabrina Zucconi
- Dirigente: Emanuele Benenti

Area amministrativa
- Controllo di gestione: Massimiliano Avanzi, Massimo Turconi

Area organizzativa
- Direttore sportivo: Marco Flutti
- Team manager: Roberto Cioffi
- Dirigente accompagnatore: Fabrizio Ubizzoni

Area tecnica
- Allenatore: Stefano Piccardo
- Medico sociale: Gaetano Bianchi, Ettore Destro
- Fisioterapista: Luca Rimoldi

## Rosa
Aggiornata al 3 novembre 2013.
| N° |                    | Ruolo | Giocatore         |
| -- | ------------------ | ----- | ----------------- |
| 1  | Italia (bandiera)  | P     | Francesco Caprani |
| 13 | Italia (bandiera)  | P     | Marco Morbidelli  |
| 10 | Italia (bandiera)  | D     | Emilio Pagani     |
| 8  | Croazia (bandiera) | D     | Marko Jelača      |
| 2  | Italia (bandiera)  | D     | Federico Foti     |
|    | Italia (bandiera)  | D     | Federico Sozzani  |
| 3  | Italia (bandiera)  | CV    | Sebastian Susak   |
| 9  | Italia (bandiera)  | CV    | Giacomo Gragnani  |

| N° |                       | Ruolo | Giocatore          |
| -- | --------------------- | ----- | ------------------ |
| 4  | Italia (bandiera)     | CV    | Federico Pagani    |
| 12 | Italia (bandiera)     | CV    | Davide Cesini      |
| 6  | Italia (bandiera)     | A     | Jacopo Ferraris    |
| 7  | Slovacchia (bandiera) | A     | Jozef Hrošík       |
| 11 | Italia (bandiera)     | A     | Francesco Gaffuri  |
|    | Italia (bandiera)     | A     | Jacopo Pellegatta  |
| 5  | Italia (bandiera)     | CB    | Tommaso Busilacchi |

## Risultati

### Serie A1

#### Girone di andata
| Arbitri: | Rovida Bianco |

|                                                         |           | |
| F. Pagani: 4 Gaffuri: 3 Jelača: 2 Busilacchi, Hrošík: 1 | Marcatori | 3: C. Presciutti, Molina 2: Bodegas, Napolitano 1: Valentino, Giorgi, Nora, N. Presciutti, F. Di Fulvio |

| Arbitri: | Alfi Pascucci |

| |           |                                                            |
| Alesiani, Damonte: 3 Colombo, Fiorentini, Elez, Deserti: 2 L. Bianco, Agostini, G. Bianco, Mistrangelo: 1 | Marcatori | 4: F. Pagani 3: Foti 2: Hrošík, Cesini 1: Ferraris, Jelača |

| Arbitri: | Scappini Taccini |

|                                   |           |                                                               |
| Coppoli, Bini: 2 Eskert, Gitto: 1 | Marcatori | 1: Foti, F. Pagani, Jelača, Cesini, Hrošík, Ferraris, Gaffuri |

| Arbitri: | Brasiliano Pinato |

|                                              |           |                                                   |
| Foti, Hrošík: 2 F. Pagani, Jelača, Cesini: 1 | Marcatori | 3: Petković, Di Costanzo 1: Mattiello, Gambacorta |

| Arbitri: | Del Bosco Pinato |

|                                                                                            |           |                                                                      |
| Giorgetti: 5 Figlioli, Giacoppo, Aicardi: 3 Lapenna, Figari: 2 Felugo, Fondelli, Ivović: 1 | Marcatori | 2: F. Pagani 1: Foti, Pellegatta, Busilacchi, Hrošík, Jelača, Cesini |

| Arbitri: | L. Bianco Pinato |

|                                                                     |           |                                                             |
| F. Pagani: 3 Jelača, Cesini, Gaffuri: 2 Foti, Busilacchi, Hrošík: 1 | Marcatori | 3: Steardo 2: Simonetti, Astarita 1: Tullio, Tomašić, Russo |

| Arbitri: | Pascucci Collantoni |

|                                                       |           |                                                       |
| Brguljan: 3 Primorac: 2 Baraldi, Esposito, Velotto: 1 | Marcatori | 3: Hrošík 2: F. Pagani 1: Busilacchi, Foti, E. Pagani |

| Arbitri: | Daniele Paoletti |

|                                                                       |           |                                         |
| Jelača: 3 Ferraris, Gaffuri: 2 Cesini, Gragnani, Hrošík, F. Pagani: 1 | Marcatori | 3: Oneto 2: Giordano 1: Pesenti, Priolo |

| Arbitri: | D. Bianco Pinato |

|                                                                                    |           |                                                                 |
| A. Calcaterra: 5 Leporale, Matović: 2 Africano, Colosimo, Maddaluno, Vittorioso: 1 | Marcatori | 5: Busilacchi 3: Cesini, E. Pagani 1: Ferraris, Gaffuri, Jelača |

| Arbitri: | L. Bianco Gomez |

|                                                                   |           |                                                                   |
| F. Pagani: 3 Busilacchi, Cesini, Foti, Gaffuri, Hrošík, Jelača: 1 | Marcatori | 2: Bruni 1: A. Di Somma, E. Di Somma, Guidaldi, Lanzoni, Marziali |

| Arbitri: | Navarra Riccitelli |

|                                                     |           |                                            |
| G. Mattiello: 2 Bertoli, Gallo, Radović, Saccoia: 1 | Marcatori | 3: Foti 1: Cesini, Gaffuri, Hrošík, Jelača |

#### Girone di ritorno
| Arbitri: | Ercoli Savarese |

| |           |                                               |
| Bodegas, C. Presciutti: 4 Molina: 3 F. Di Fulvio, Napolitano, N. Presciutti, Rizzo: 2 Giorgi, Nora: 1 | Marcatori | 3: F. Pagani 2: Hrošík 1: Foti, Jelača, Susak |

| Arbitri: | Bianchi Taccini |

|                                   |           |                                                                        |
| F. Pagani: 4 Jelača: 2 Gaffuri: 1 | Marcatori | 4: L. Bianco 3: Elez 2: Deserti, Mistrangelo 1: Damonte, G. Fiorentini |

| Arbitri: | Rovida Severo |

|                                                                   |           |                                             |
| Gaffuri, Jelača: 2 Busilacchi, Cesini, Foti, Hrošík, F. Pagani: 1 | Marcatori | 2: M. Gitto, Gobbi 1: Dani, Eskert, Martini |

| Arbitri: | Brasiliano Scappini |

|                                                              |           |                                       |
| Di Costanzo: 4 Petković: 2 Drašković, Gambacorta, Saviano: 1 | Marcatori | 1: Cesini, Gaffuri, Hrošík, F. Pagani |

| Arbitri: | Gomez Navarra |

|                                   |           |                                                                            |
| Hrošík: 3 F. Pagani: 2 Gaffuri: 1 | Marcatori | 4: Ivović 2: Aicardi, Fondelli, Joković 1: Figari, Giacoppo, D. Fiorentini |

| Arbitri: | Ercoli Severo |

|                                                              |           |                                        |
| Simonetti, Steardo, Tomašić: 2 Beltrame, C. Russo, Tullio: 1 | Marcatori | 3: F. Pagani 2: Jelača 1: Foti, Hrošík |

| Arbitri: | Lo Dico Rovida |

|                                                                    |           |                                                                       |
| Busilacchi: 3 Gaffuri: 2 Foti, Hrošík, Jelača, F. Pagani, Susak: 1 | Marcatori | 4: Baraldi 3: Brguljan 1: Buonocore, Morelli, Parisi, Primorac, Ronga |

| Arbitri: | Alfi Gomez |

|                                                   |           |                                                                  |
| E. Colombo, Pesenti: 2 Giordano, Hazui, Priolo: 1 | Marcatori | 3: F. Pagani 2: Foti, Hrošík, Jelača 1: Cesini, E. Pagani, Susak |

| Arbitri: | D. Bianco Ceccarelli |

|                                        |           |                                                |
| F. Pagani: 3 Foti, Hrošík: 2 Cesini: 1 | Marcatori | 5: Colosimo 2: Di Rocco, Maddaluno 1: Leporale |

| Arbitri: | Centineo Riccitelli |

|                                                                            |           |                                                                                |
| Bruni, Camilleri: 3 Guidaldi, Vergano: 2 E. Di Somma, Lanzoni, Marziali: 1 | Marcatori | 3: Hrošík 2: F. Pagani 1: Busilacchi, Cesini, Foti, Gaffuri, Jelača, E. Pagani |

| Arbitri: | Brasiliano Collantoni |

|                                                    |           |                                                             |
| Hrošík, Jelača, Susak: 2 Cesini, Ferraris, Foti: 1 | Marcatori | 6: Radović 1: Bertoli, Foglio, Klikovac, Mandolini, Saccoia |

#### Playoff - Quarti di finale
| Arbitri: | Bianchi Rovida |

|                                          |           |                                                                                       |
| Jelača, F. Pagani: 2 Cesini, Ferraris: 1 | Marcatori | 3: Bodegas, Rizzo 1: F. Di Fulvio, Giorgi, Molina, Nora, C. Presciutti, N. Presciutti |

| Arbitri: | Centineo Savarese |

|                                                                                                  |           |                                              |
| Molina: 4 Bodegas: 3 C. Presciutti, Rizzo: 2 F. Di Fulvio, Giorgi, Legrenzi, Napolitano, Nora: 1 | Marcatori | 2: Busilacchi, F. Pagani 1: Ferraris, Jelača |

#### Playoff - Semifinali 5º posto
| Arbitri: | Scappini Petronilli |

|                                                                           |           |                                                         |
| Brguljan: 4 Buonocore, Esposito: 2 Baraldi, Borrelli, Parisi, Primorac: 1 | Marcatori | 3: Cesini 2: Gaffuri, F. Pagani 1: Foti, Hrošík, Jelača |

| Arbitri: | D. Bianco Brasiliano |

|                                                   |           |                                                        |
| Cesini, Gaffuri, E. Pagani: 2 Busilacchi, Foti: 1 | Marcatori | 4: Velotto 2: Primorac 1: Baraldi, Brguljan, Buonocore |

### Coppa Italia

#### Prima fase
| Arbitri: | Taccini Fusco |

|                                                         |           |                                                 |
| F. Pagani: 4 Foti, Hrošík: 2 Susak, Gragnani, Cesini: 1 | Marcatori | 1: Generini, Colombo, Giordano, Priolo, Pesenti |

| Arbitri: | Taccini L. Bianco |

|                                                                    |           |                                                              |
| Mistrangelo: 3 Alesiani, Damonte, Colombo, L. Bianco, G. Bianco: 1 | Marcatori | 3: F. Pagani 2: Foti, Gaffuri 1: Ferraris, E. Pagani, Cesini |

| Arbitri: | Taccini Fusco |

|                                                                |           |                                                       |
| Tomašić, Astarita, Rinaldi, Steardo: 2 Pagliara, Sassanelli: 1 | Marcatori | 4: F. Pagani 3: Hrošík 1: Busilacchi, Gaffuri, Cesini |

#### Seconda fase
| Arbitri: | Caputi Petronilli |

|                                                     |           |                           |
| Lapenna: 4 Ivović, Joković: 3 Figlioli, Fondelli: 1 | Marcatori | 2: Foti 1: Hrošík, Jelača |

| Arbitri: | Caputi Petronilli |

|                                |           |                                                                              |
| Hrošík: 3 Foti: 2 F. Pagani: 1 | Marcatori | 2: Pérez, Petković 1: Di Costanzo, Drašković, Ferrone, Gambacorta, ScottG. i |

| Arbitri: | Caputi Paoletti |

|                                                   |           |                                                                                   |
| Ferraris: 3 Foti, Gaffuri, Hrošík: 2 E. Pagani: 1 | Marcatori | 3: Camilleri 2: Bruni, E. Di Somma, Guidaldi 1: Boero, Fabiano, Gavazzi, Marziali |

## Statistiche
Aggiornate al 30 aprile 2014.

### Statistiche di squadra
| Competizione | Punti | In casa | In casa | In casa | In casa | In casa | In casa | In trasferta | In trasferta | In trasferta | In trasferta | In trasferta | In trasferta | Neutro | Neutro | Neutro | Neutro | Neutro | Neutro | Totale | Totale | Totale | Totale | Totale | Totale | DR  |
| Competizione | Punti | G       | V       | N       | P       | Gf      | Gs      | G            | V            | N            | P            | Gf           | Gs           | G      | V      | N      | P      | Gf     | Gs     | G      | V      | N      | P      | Gf     | Gs     | DR  |
| ------------ | ----- | ------- | ------- | ------- | ------- | ------- | ------- | ------------ | ------------ | ------------ | ------------ | ------------ | ------------ | ------ | ------ | ------ | ------ | ------ | ------ | ------ | ------ | ------ | ------ | ------ | ------ | --- |
| Serie A1     | 25    | 11      | 4       | 0       | 7       | 99      | 113     | 11           | 4            | 1            | 6            | 99           | 131          | 0      | 0      | 0      | 0      | 0      | 0      | 22     | 8      | 1      | 13     | 198    | 244    | -46 |
| Playoff      | -     | 2       | 0       | 0       | 2       | 14      | 21      | 2            | 0            | 0            | 2            | 16           | 28           | 0      | 0      | 0      | 0      | 0      | 0      | 4      | 0      | 0      | 4      | 30     | 49     | -19 |
| Coppa Italia | -     | 3       | 2       | 1       | 0       | 31      | 23      | 1            | 0            | 0            | 1            | 10           | 13           | 2      | 0      | 0      | 2      | 10     | 21     | 6      | 2      | 1      | 3      | 51     | 57     | -6  |
| Totale       | -     | 16      | 6       | 1       | 9       | 144     | 157     | 14           | 4            | 1            | 9            | 125          | 172          | 2      | 0      | 0      | 2      | 10     | 21     | 32     | 10     | 2      | 20     | 279    | 350    | -71 |

### Classifica marcatori
| Tot. | Giocatore          | A1 | CI |
| ---- | ------------------ | -- | -- |
| 62   | Federico Pagani    | 50 | 12 |
| 44   | Jozef Hrošík       | 33 | 11 |
| 35   | Federico Foti      | 25 | 10 |
| 30   | Marko Jelača       | 29 | 1  |
| 28   | Davide Cesini      | 25 | 3  |
| 28   | Francesco Gaffuri  | 21 | 5  |
| 19   | Tommaso Busilacchi | 18 | 1  |
| 12   | Jacopo Ferraris    | 8  | 4  |
| 10   | Emilio Pagani      | 8  | 2  |
| 6    | Sebastian Susak    | 5  | 1  |
| 2    | Giacomo Gragnani   | 1  | 1  |
| 1    | Jacopo Pellegatta  | 1  | 0  |